# Championnats du monde de gymnastique acrobatique 2008
 (décembre 2020).
Navigation
Édition précédente Édition suivante
Les 21e championnats du monde de gymnastique acrobatique ont eu lieu à Glasgow en Écosse du 10 au 12 octobre 2008. 

## Résultats

### Quatuor masculin
| Rang | Équipe                                                                   | Pays        | Points |
| ---- | ------------------------------------------------------------------------ | ----------- | ------ |
|      | Denis Cherevatov, Anton Danchenko, Maxim Chulkov, Teymuraz Gurgenidze    | Russie      | 28.751 |
|      | Zhao Yuchao, Han Yuliang, Fang Sheng, Xue Wangxin                        | Chine       | 28.720 |
|      | Adam Mcassey, Adam Buckingham, Alexander Uttley, Samuel Sturt            | Royaume-Uni | 28.550 |
| 4    | Artur Avakyan, Yuriy Gerasimov, Konstantin Stetsenko, Grigoriy Sergienko | Russie      | 28.510 |
| 5    | Ilham Abbasov, Rustam Najafguliyev, Elnur Mammadov, Farid Mammadov       | Azerbaïdjan | 28.120 |
| 6    | Milen Gospodinov, Velcho Stoyanov, Nikolay Ivanov, Venelin Parvanov      | Bulgarie    | 27.850 |

### Duo masculin
| Rang | Équipe                                  | Pays        | Points |
| ---- | --------------------------------------- | ----------- | ------ |
|      | Mikola Cherbak, Sergei Popov            | Ukraine     | 28.622 |
|      | Konstantin Pilipchuk, Alexei Dudchenko  | Russie      | 28.609 |
|      | Mark Fyson, Edward Upcott               | Royaume-Uni | 28.503 |
| 4    | Viacheslav Spirin, Stanislav Kotelnikov | Russie      | 28.468 |
| 5    | João Maia, Tiago Figueiredo             | Portugal    | 27.580 |
| 6    | Yang Hengyi, Chen Hongen                | Chine       | 27.520 |

### Duo mixte
| Rang | Équipe                                  | Pays        | Points |
| ---- | --------------------------------------- | ----------- | ------ |
|      | Olga Sviridova, Stanislav Babarykin     | Russie      | 28.812 |
|      | Kristin Allen, Michael Rodrigues        | États-Unis  | 28.801 |
|      | Anastasia Gorbatyuk, Alexander Barleben | Russie      | 28.801 |
| 4    | Julie van Gelder, Menno Vanderghote     | Belgique    | 28.601 |
| 5    | Alona Burlachenko, Sergei Zabiyaka      | Ukraine     | 28.390 |
| 6    | Sergei Bykhavtsov, Anastasia Zharnasek  | Biélorussie | 28.080 |

### Trio féminin
| Rang | Équipe                                                         | Pays        | Points |
| ---- | -------------------------------------------------------------- | ----------- | ------ |
|      | Tamara Turlacheva, Irina Borzova, Tatiana Baranovskaya         | Russie      | 28.758 |
|      | Anastasia Chistyakova, Ekaterina Stroynova, Ekaterina Loginova | Russie      | 28.732 |
|      | Maria Girut, Tatiana Motuz, Alina Starevich                    | Biélorussie | 28.400 |
| 4    | Emily Grove, Casey Morrison, Victoria Lamkin                   | Royaume-Uni | 28.359 |
| 5    | Soen Geirnaert, Corinne van Hombeeck, Maaike Croket            | Belgique    | 28.054 |
| 6    | Olena Nepytaeva, Olga Varchuk, Anna Gorbatenko                 | Ukraine     | 28.011 |

### Duo féminin
| Rang | Équipe                               | Pays        | Points |
| ---- | ------------------------------------ | ----------- | ------ |
|      | Alina Yushko, Katsiaryna Murashko    | Biélorussie | 28.740 |
|      | Florence Henrist, Tatjana de Vos     | Belgique    | 28.716 |
|      | Raushaniya Khakimova, Alena Ploskova | Russie      | 28.658 |
| 4    | Tatiana Alexeeva, Natalia Fedorova   | Russie      | 28.350 |
| 5    | Kristina Maraziuk, Natalia Kakhntuk  | Biélorussie | 28.154 |
| 6    | Ayla Ahmadova, Dialara Sultanova     | Azerbaïdjan | 28.140 |